# Zat Knight
Zatyiah "Zat" Knight (ur. 2 maja 1980 w Solihull) – angielski piłkarz występujący na pozycji obrońcy.

## Kariera klubowa
Swoje pierwsze piłkarskie kroki stawiał w Rushall Olympic. W 1999 roku podpisał kontrakt z Fulham. Wkrótce został wypożyczony do Peterborough United. Rozegrał tam osiem ligowych spotkań, po czym powrócił w lutym 2000 roku do Londynu. 5 września zadebiutował w barwach Fulhamu w spotkaniu Pucharu Ligi z Northampton Town. W Premier League pierwszy raz wystąpił 22 września 2002 roku w spotkaniu z Leicesterem City. W sezonie 2002/2003 zagrał łącznie w 10 ligowych meczach. Rok później był już podstawowym graczem swojego zespołu i zagrał w 31 meczach rozgrywek ligowych. W drużynie Fulhamu Knight grał do roku 2007, kiedy to za 3,5 miliona funtów przeszedł do Aston Villi.
W nowym klubie zadebiutował 12 sierpnia tego samego roku w z Arsenalem. Pierwszą bramkę strzelił w spotkaniu z Chelsea. W swoim pierwszym sezonie w Villi wystąpił w 27 ligowych meczach, w których zdobył jednego gola. Rok później wystąpił w 13 meczach Premier League.
25 lipca 2009 roku podpisał kontrakt z Boltonem Wanderers. Zadebiutował tam 15 sierpnia w meczu z Sunderlandem.

## Kariera reprezentacyjna
W drużynie narodowej zadebiutował 28 maja 2005 roku w meczu towarzyskim ze Stanami Zjednoczonymi. Drugi, i jak dotąd ostatni występ zaliczył 31 maja tego samego roku w spotkaniu z Kolumbią.